# Станоје Станојевић
Станоје Станојевић (Нови Сад, 12/24. август 1874 — Беч, 30. јул 1937) био је српски историчар, универзитетски професор, енциклопедиста и академик. Станојевић је био први српски енциклопедиста, члан Српске краљевске академије и редовни професор Београдског универзитета.

## Биографија
Станоје Станојевић је рођен 24. августа (12. августа по Јулијанском календару) 1874. године у Новом Саду, у породици др Лазара Станојевића лекара. Отац је био у младости активан члан омладинског покрета, један од оснивача бечког академског друштва "Зора", којем је и кумовао. У Новом Саду се Станоје школовао до велике матуре 1892. године. Студирао је у Бечу, а међу професорима су му били чувени научници Ватрослав Јагић и Константин Јиречек. Као 20-годишњи студент својим радом „Прилошци библиографији србуља“ привукао је пажњу професора Јиречека, тада најбољег познаваоца средњовековне историје Јужних Словена. Докторирао је 1896. одбраном тезе „Die Biographie Stefan Lazarević's von Konstantin dem Philosophen als Geschichtsquelle“ (Биографија Стефана Лазаревића од Константина Филозофа као историјски извор), коју је В. Јагић уврстио у свој Архив за словенску филологију. По успешно завршеним студијама у Бечу, усавршавао се у Немачкој, Русији и Турској. Код Фјодора Успенског и Карла Крумбахера је обогатио знање из византологије, која остаје његова велика љубав цели живот, нарочито византијско-српски односи. Током 1898. и 1899. ради у Руском археолошком институту у Цариграду где је био и професор у српској гимназији.

## Професорска каријера
Станојевић је писао критичке осврте на историчарска дела, обично веома оштре, што му је стварало тешкоће и непријатности. Изабран је за доцента српске историје на београдској Великој школи, али није потврђен, јер тадашњи председник владе Владан Ђорђевић није заборављао Станојевићеву негативну критику његове књиге „Грчка и српска просвета“ из 1896. године. Због непотврђивања избора, одлази на усавршавање у иностранство, у Минхен код византолога Карла Кумбахера, а у Србију се враћа 1900. године.
За доцента српске историје на Великој школи изабран је у јесен 1900. године. Дуго је вршен избор на катедри за народну историју, јер се комисија није могла одлучити. Питање је решено компромисним пријемом обојице изврсних кандидата - Станојевића и Љубе Јовановића, а катедра је подељена на два дела. Јовановић је држао своју катедру до 1910. године, када је прешао у политику. Године 1905. када је Велика школа прерасла у Београдски универзитет, изабран је за ванредног професора, а 1919. за редовног професора Народне историје, што је остао све до смрти. За дописног члана Српске краљевске академије изабран је 1905. године, а 1920. године за редовног члана.

## Учешће у војним сукобима
Учествовао је у Балканским ратовима и био у штабу Дунавске дивизије I позива, а у Првом светском рату у штабу Моравске дивизије, такође I позива. После повлачења српске војске преко Албаније одлази у Петроград где је изабран за професора универзитета на коме предаје два семестра. Од 1917. године држи предавања у Паризу на Сорбони а 1918. током летњег семестра на Универзитету у Лондону. Све време Првог светског рата Станојевић се активно залаже за српску ствар, па 1915. године покреће библиотеку „Савремена питања“ и као прво објављује свој спис „Шта хоће Србија?“ у Нишу 1915. године.
На Париској мировној конференцији учествовао је као члан Историјско-етнографске секције.

## Историографски рад
Већ за време свога боравка у Цариграду је започео рад на делу Византија и Срби, које је било широко замишљено, али од кога су изишле само две књиге. Написао је књигу "Борба за самосталност католичке цркве у немањићкој Србији". Следе монографије наших светитеља владара, и "Студије из српске дипломатије". Иако је дао неколико веома добрих истраживачких радова, нарочито у младости. Станојевића углавном карактерише одличан приказивачки дар.
Написао је више дела из српске историје: Византија и Срби, „Свети Сава“, Студије о српској дипломатици, Историја српскога народа, О јужним Словенима у VI, VII и VIII веку и друга.
Посебно је значајна његова Историја српскога народа (Београд 1908), која је била једна од првих књига са том тематиком. Претходила јој је само Историја српскога народа Љ. Ковачевића и Љ. Јовановића, издата у два тома, од којих је први изашао у две књиге 1890. и 1891. (касније су изашле обе у једној књизи, 1893), а други том (прва књига) 1891. а касније оба дела 1894.
Јиречекова Историја Срба се састојала из четири целине од којих је само прва објављена 1911. (политичка историја до 1371) док су друге три објављене 1922. и 1923. (историја до 1537. и културна историја у две свеске). Данас се Јиричекова историја штампа углавном у две књиге (Политичка историја до 1537. и Културна историја).
Станоје Станојевић био је оснивач, председник и први члан Историјског друштва у Новом Саду, а од 1928. године био директор његовог Гласника. Такође је био и председник Југословенског историјског друштва и директор Југословенског историјског часописа (1935—1937).

## Први српски енциклопедиста
Станојевић се од младости активно бавио публицистиком и просветитељством. Писао је чланке за разне новине, нарочито за Политику чији је био један од оснивача. Био је директор и уредник „Народне енциклопедије Срба, Хрвата и Словенаца“, јединог дела те врсте на нашем језику које је штампано ћирилицом и латиницом. Та четвороделна енциклопедија има 4.000 страница, а на њему је сарађивало 160 аутора.

## Последње године
Станојевић је годинама вредно и систематски студирао историјске изворе и литературу, долазио до многих запажања, чинио белешке и спремао се да напише „Историју српског народа у средњем веку“, у 9 књига. Успео је да приреди само прву књигу, о изворима, и то не у коначном виду.
Истрошен напорним радом и здравственим проблемима, Станоје Станојевић је преминуо 30. јула 1937. у санаторијуму „Лев“ у Бечу од последица операције. Сахрањен је на Новом гробљу у Београду.
Био је ожењен Олгом Станојевић, сестром лингвисте Александра Белића, и имао синове Лазара и Павла. Лазар (1905-1980) је завршио медицину у Београду 1929. године и потом специјализовао интерну медицину у Берлину. Био је професор Медицинског факултета у Београду од 1952. Лазарев син, Станоје (1938-2007), који је носио дедино име, био је лекар спортске медицине и професор на Факултету физичке културе у Београду.

## Одабрана дела
- Станојевић, Станоје (1894). „Прилошци библиографији србуља”. Годишњица Николе Чупића. 14: 360—384.
- Станојевић, Станоје (1902). Борба о наследство Баошино (1421-1426 год.). Сремски Карловци: Српска манастирска штампарија.
- Станојевић, Станоје (1903). Византија и Срби. 1. Нови Сад: Матица српска.
- Станојевић, Станоје (1906). Византија и Срби. 2. Нови Сад: Матица српска.
- Станојевић, Станоје (1908). Историја српскога народа (1. изд.). Београд.
  - Станојевић, Станоје (1910) [1908]. Историја српскога народа (2. поправљено и попуњено изд.). Београд.
- Станојевић, Станоје (1909). Историја Босне и Херцеговине. Београд.
- Станојевић, Станоје (1912). Борба за самосталност Католичке цркве у Немањићској држави. Београд: Српска краљевска академија.
- Народна енциклопедија Срба, Хрвата и Словенаца“, покретач и уредник, Београд 1925.
  - Народна енциклопедија Срба, Хрвата и Словенаца 1
  - Народна енциклопедија Срба, Хрвата и Словенаца 2
  - Народна енциклопедија Срба, Хрвата и Словенаца 3
  - Народна енциклопедија Срба, Хрвата и Словенаца 4
- Станојевић, Станоје (1928). Студије о српској дипломатици, I: Из Гласа Српске Краљевске Академије 90-132 (1912-1928). Београд: Српска краљевска академија.
- Станојевић, Станоје (1930). „О Немањином оцу” (PDF). Старинар. 5 (1928-1930): 3—6. Архивирано из оригинала 06. 10. 2023. г. Приступљено 11. 06. 2024.
- Станојевић, Станоје (1934). „О нападу угарског краља Андрије II на Србију због прогласа краљевства”. Глас СКА. 161 (83): 109—130.
- Станојевић, Станоје (1934). „Свети Сава и независност српске цркве”. Глас СКА. 161 (83): 199—251.
- Станојевић, Станоје (1935). Студије о српској дипломатици, II: Из Гласа Српске Краљевске Академије 156-169 (1933-1935). Београд: Српска краљевска академија.
- Станојевић, Станоје (1935). Свети Сава. Београд: Државна штампарија Краљевине Југославије.
- Станојевић, Станоје (1936). „Цариградски архиви”. Југословенски историски часопис. 2: 414—420.
- Станојевић, Станоје (1936). „Краљ Драгутин”. Годишњица Николе Чупића. 45: 1—18.
- Станојевић, Станоје (1937). „Краљ Милутин”. Годишњица Николе Чупића. 46: 1—43.
- Станојевић, Станоје (1937). Историја српског народа у средњем веку. 1. Београд: Српска краљевска академија.
- Станојевић, Станоје (1937). „Акрибија код наших старих писаца”. Југословенски историски часопис. 3: 107—118.